# Janez Kosmač
Janez Kosmač, rojen 1932 na Škrjančevem pri Radomljah; ljubiteljski kulturni in društveni delavec.
Janez Kosmač se je izučil za krojača in ob delu naredil srednjo ekonomsko šolo. Zanimala ga je fotografija in učenje tujih jezikov. Zato je v domačem kraju organiziral večerne tečaje tujega jezika za prijatelje in sosede ter kolesarske in planinske izlete, na katerih je fotografiral. Sredi šestdesetih let je organiziral krožek, leta 1969 pa ustanovil Foto-kino klub Mavrica. Desetletja je deloval tudi v organih Fotografske zveze Slovenije.
Deluje tudi v krajevnem gasilskem društvu in bil 25. marca 1970 med ustanovnimi člani Moškega pevskega zbora Radomlje. V Radomljah in občini Domžale je eden vodilnih kulturnih delavcev, za kar je prejel že več priznanj; med njimi tudi srebrno plaketo Občine Domžale (2013).